# Las palabras azules
Las palabras azules (en francés Les Mots bleus) en una película francesa de 2004, salida en 2005 y dirigida por Alain Corneau.

## Sinopsis
Clara trabaja en una pajarería y cría sola a su hija Anna que nunca ha pronunciado palabra. La joven es analfabeta y desde que su abuela, Baba, le contó una extraña historia, nunca ha querido aprender a leer y a escribir. Anna asiste a un centro para sordomudos que lleva Vincent, quien se ofrece a darle clases particulares y enseñarle la lengua de señas…
- Datos: Q112616